# Bomarton
Bomarton è una comunità non incorporata della contea di Baylor, Texas, Stati Uniti.